# NGC 323
NGC 323 је елиптична галаксија у сазвежђу Феникс која се налази на NGC листи објеката дубоког неба.
Деклинација објекта је - 52° 58' 33" а ректасцензија 0h 56m 41,7s. Привидна величина (магнитуда) објекта NGC 323 износи 12,6 а фотографска магнитуда 13,6. Налази се на удаљености од 96,872 милиона парсека од Сунца. NGC 323 је још познат и под ознакама ESO 151-9, AM 0054-531, PGC 3374.